# Tramway de Lucerne

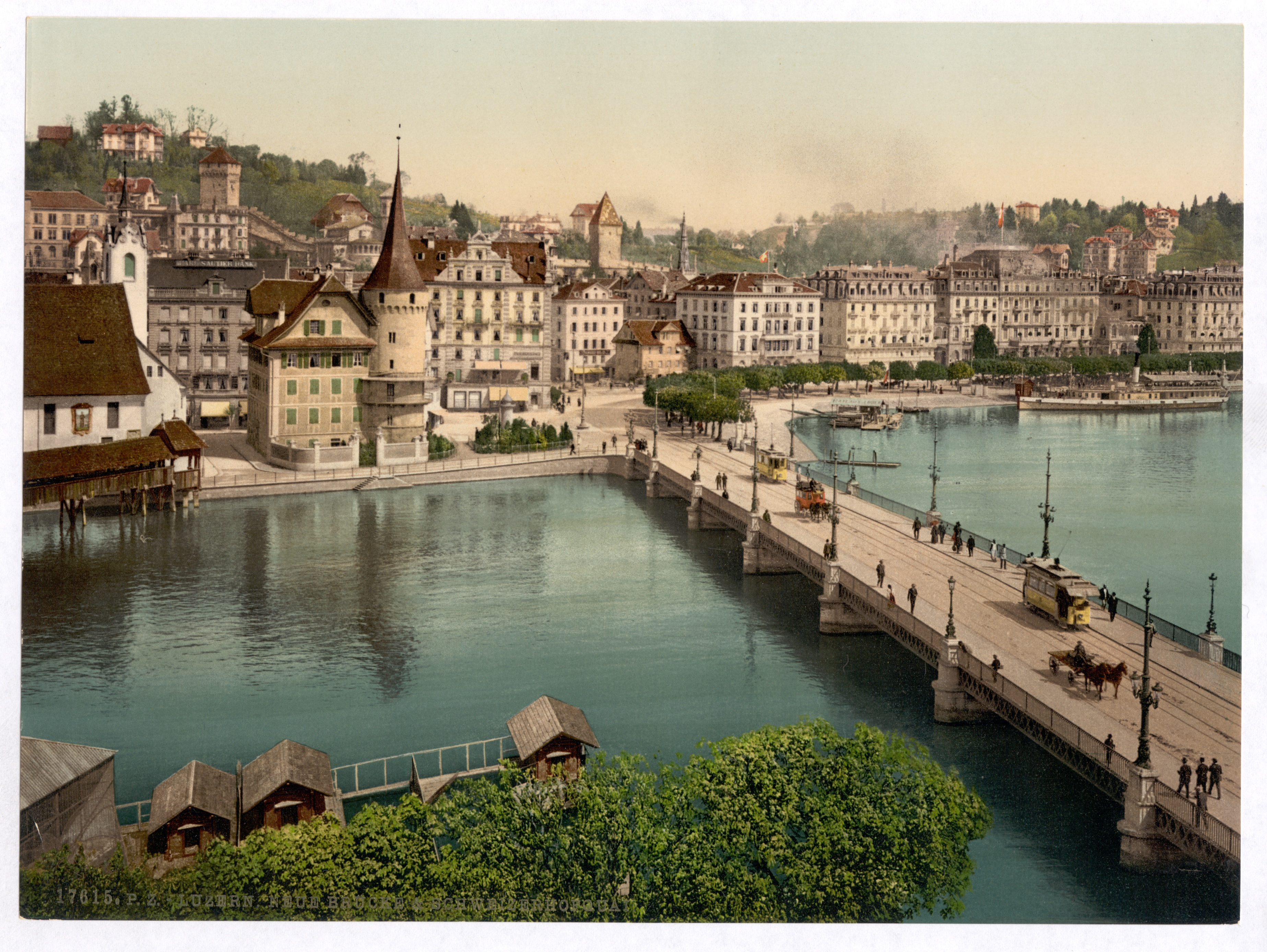
Tramways sur le pont au début de l'exploitation

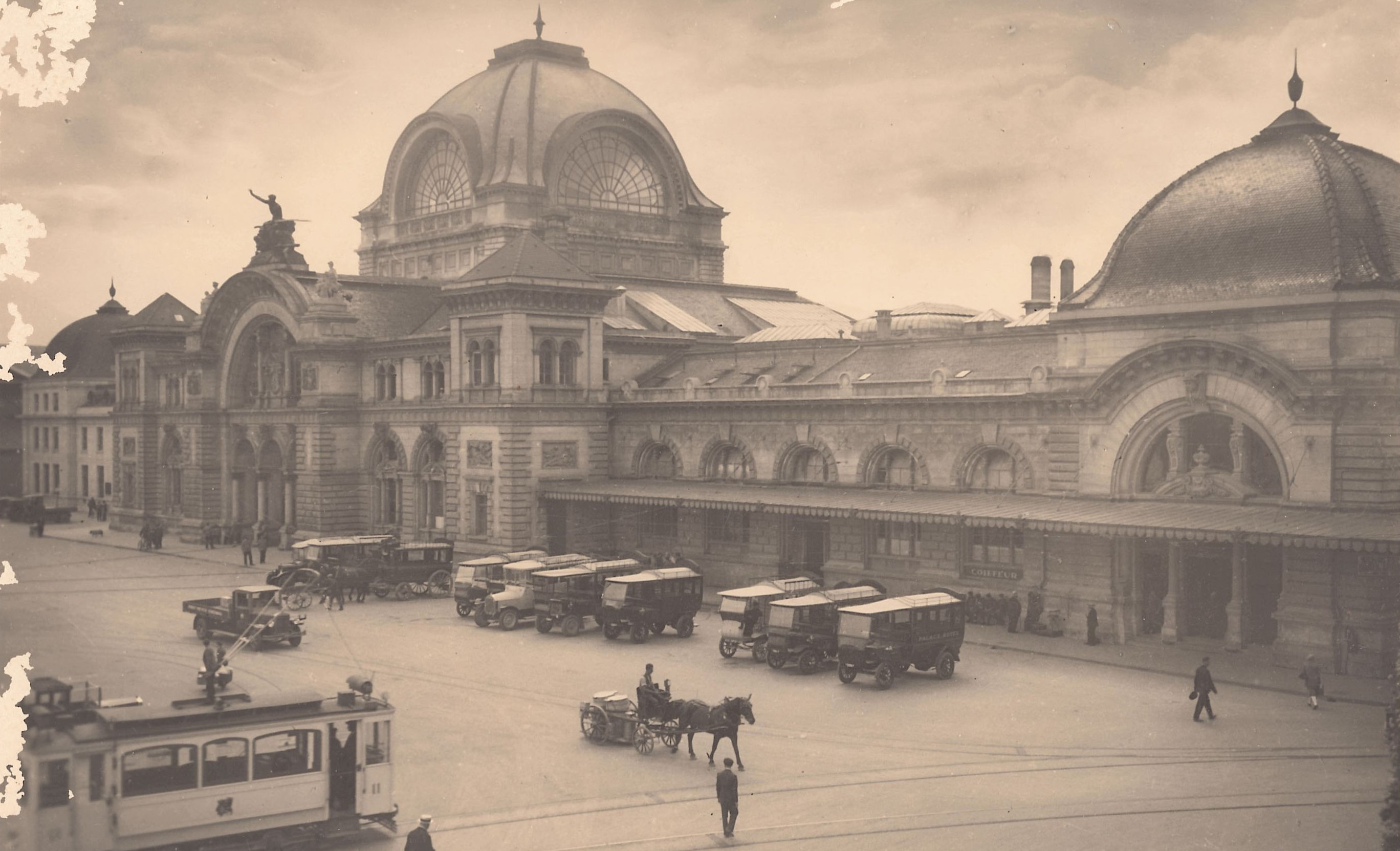
Un tramway devant la gare centrale.

Le tramway de Lucerne a fonctionné dans cette ville entre 1899 et 1961.

## Histoire
La concession pour un réseau de tramway dans la ville de Lucerne et les communes environnantes est attribuée le 17 décembre 1897 à l'ingénieur Schumacher. 
La société Trambahn der Stadt Luzern ou trambahn Luzern (tramway de Lucerne) exploite le réseau jusqu'au 1er janvier 1942, date à laquelle elle est remplacée par la  Verkehrsbetriebe Luzern (Transports publics de Lucerne)
Le réseau est mis en service le 8 décembre 1899. Il disparait en plusieurs étapes: la ligne 2 ferme le 15 novembre 1959 et la ligne 1, le 11 novembre 1961.

## Les lignes
- Ligne 1: Maihof - Luzernhoff - Gare centrale - Place Pilate - Bireggstrasse -  Kriens - gare du funiculaire de Sonnenberg:

Maihof - Luzernhoff - Gare centrale - Place Pilate - Bireggstrasse: ouverture le 8 décembre 1899, fermée le 11 novembre 1961
Bireggstrasse -  Kriens: ouverture le 2 septembre 1900, fermée le 11 novembre 1961
Kriens - gare du funiculaire de Sonnenberg: ouverture le 5 mai 1902, fermée en 1947,
- Ligne 2: Halde - Luzernhof - Gare centrale - Place Pilate - Kreuzstutz - Fluhmühle - pont d'Emmen - Gerliswil[6].

Halde - Luzernhof - Gare centrale - Place Pilate - Kreuzstutz: ouverture le 8 décembre 1899,
Kreuzstutz - Pont d'Emmen (Emmensbrücke): ouverture en 1901,
Pont d'Emmen (Emmensbrücke) - Gerliswil: ouverture 1913,
Le dépôt et l'usine électrique se trouve dans la Bireggstrasse.

## Matériel roulant
Motrices

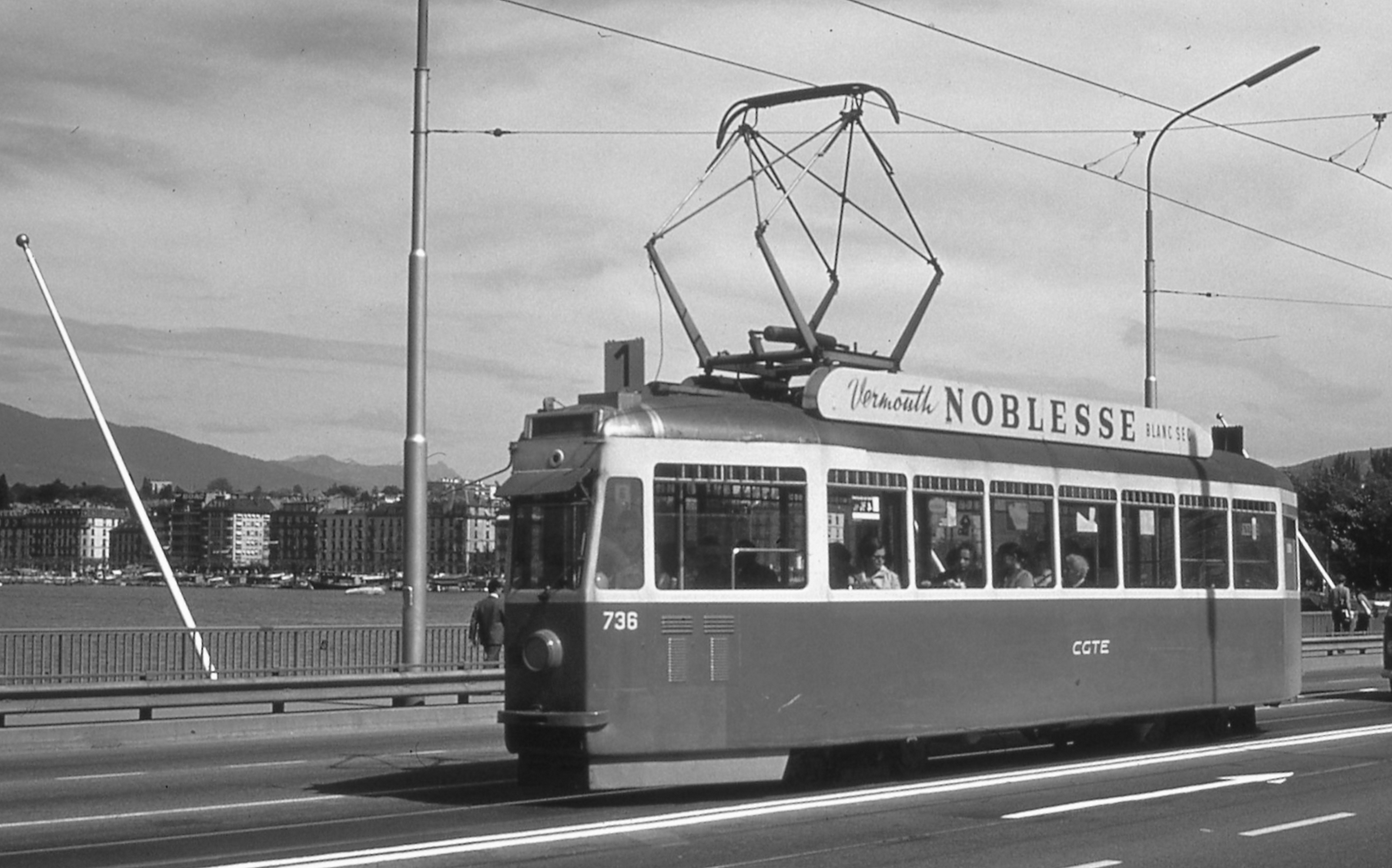
Motrice 106 vendue à Genève en 1961

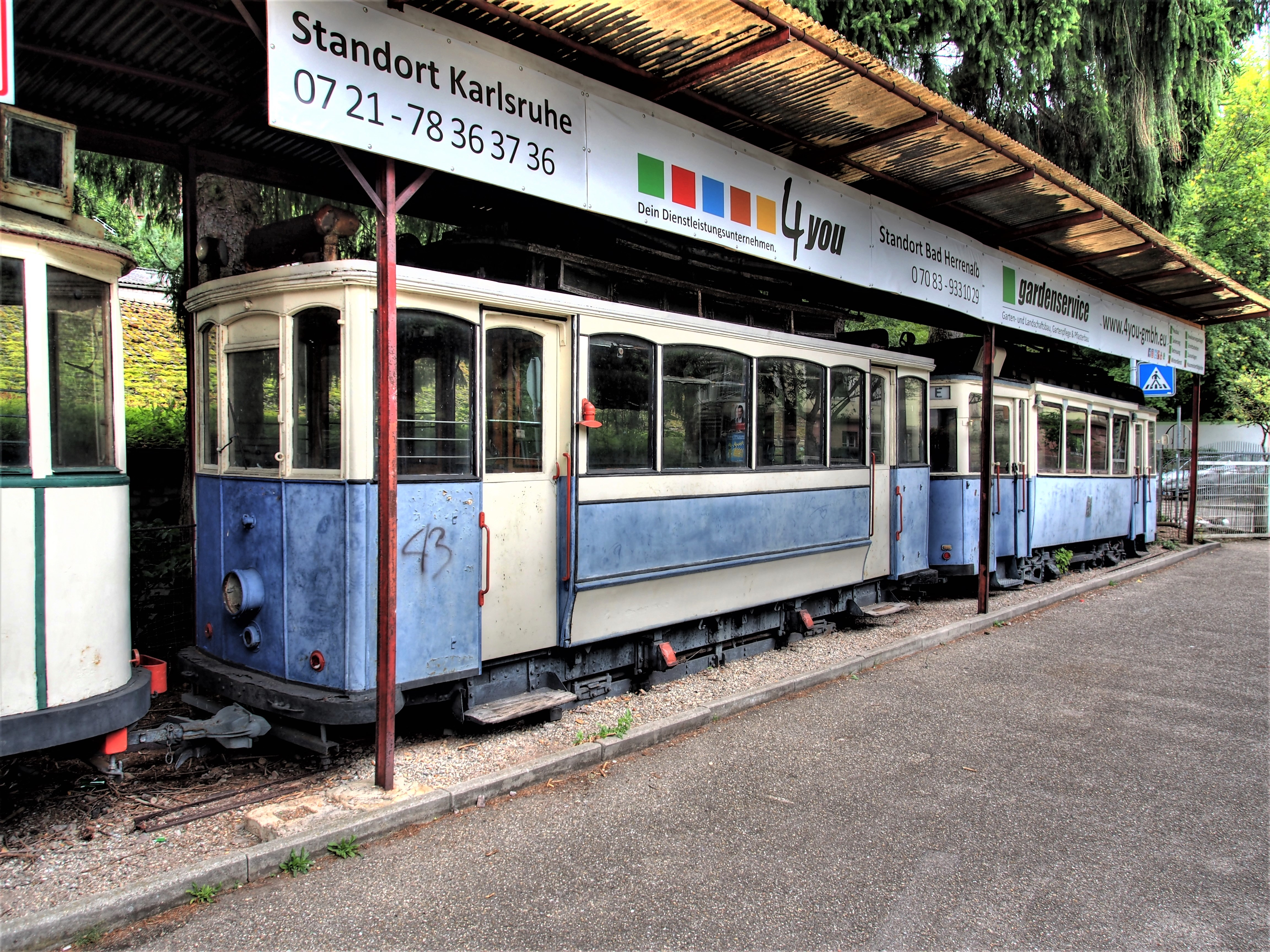
Motrice 27, préservée au musée Marxzeel

- no 1 à 21, motrices livrées en 1899 par SIG-MFO[7],
- no 22, motrice livrée en 1903 par SIG-MFO[8],
- no 23 à 26, motrices livrées en 1901 par SIG-MFO[9],
- no 27 à 30, motrices livrées en 1908 par SIG-MFO[7],
- no 31 à 32, motrices acquises en seconde main à Brandeboug en 1921[10],
- no 33 à 36, motrices livrées en 1926 par SIG-BBC,
- no 37 à 39, motrices acquises en seconde main à Winterthur en 1942[11]
- no 40 à 41, ex-Tramway de Schaffhouse, ayant circulé temporairement sur le réseau entre 1941 et 1951,
- no 42 à 45, motrices acquises en seconde main à Zurich en 1944[12]
- no 101 à 106, motrices livrées en 1947 par SWP-BBC[13],
- no 107 à 110, motrices livrées en 1948 par Hess-BBC,

Remorques
- no 50 à 51, remorques acquises en seconde main en 1908[14],
- no 52 à 53, remorques issues de la transformation d'anciennes motrices.
- no 54 à 60, remorques acquises en seconde main en 1940 à Bâle[15],

## Matériel préservé
La motrice 27 est préservée au musée de Marxzell en Allemagne.